# Kutenya
Kutenya (horvátul: Kutina) város és község Horvátországban, Sziszek-Monoszló megyében. Monoszló gazdasági, kereskedelmi és közigazgatási központja. Sok zöldterülete, fái, bokrai, gyepterületei, parkjai miatt gyakran zöld városnak is nevezik.

## Fekvése
Zágrábtól légvonalban 72, közúton 83 km-re délkeletre, Sziszek városától légvonalban 31, közúton 45 km-re keletre, a Monoszlói-hegység szőlőültetvényekkel és erdővel borított déli lejtői és a Lónyamező keleti széle között fekszik. Fekvése a közlekedés szempontjából is nagyon kedvező, hiszen itt halad át a Zágráb – Lipovac autópálya és a Zágrábot Belgráddal összekötő 10-es számú páneurópai vasútvonal.

## A község települései
A községhez Banova Jaruga, Batina, Brinjani, Čaire, Gojlo, Husain, Ilova, Jamarica, Janja Lipa, Katoličke Čaire, Kletište, Krajiška Kutinica, Kutenya, Kutinica, Kutinska Slatina, Međurić, Mikleuška, Mišinka, Repušnica, Selište, Stupovača, Šartovac és Zbjegovača települések tartoznak.

## Története
A város területe ősidők óta lakott. A Tomašica, Marić Gradina és Kaniška Iva nevű lelőhelyeken újkőkori és kora rézkori leletek kerültek elő. A folyamatos népességet Velika Mlinska, Donja Paklenica, Ribnjača és Voloderski bregi rézkori régészeti lelőhelyei bizonyítják. A vaskor népességét az illírektől és a keltáktól származó leletek igazolják. A római korban ez a térség Pannónia tartományhoz tartozott. A szakemberek egy része Kutenya közelébe helyezi az ókori forrásokban említett Varianis római városát, ezt azonban a régészeti leletek még nem erősítették meg. A várostól nyugatra található Kutinska lipa régészeti lelőhelyen római épületmaradványok, téglák, cserepek, padlóburkolat részei és mozaikok kerültek elő. A maradványokat a szakemberek egy út menti római villagazdasággal, vagy kisebb római településsel azonosították.
A város neve „Cotynna” alakban IV. Béla király 1256. november 10-én kelt oklevelében bukkan fel először, melyben megerősíti Henrik somogyi ispán és a garicsi plébániához tartozó jobbágyok földjei közötti határt. Kutenya plébániáját és a Mindenszentek tiszteletére szentelt templomát 1334-ben említik először. A zágrábi káptalan 1363. augusztus 14-én kelt oklevelében a város három részét Gornja (Felső), Donja (Alsó) és Velika (Nagy) jelzővel különböztetik meg. Későbbi említése során a település neve „Kothennya”, „Kotenya”, „Katynna” formában olvasható a 14. és 15. század során kelt korabeli forrásokban. A 12. 13. és 14. században a gračenicai plébániához tartozott. Ebben az időszakban főbb birtokosai a décsei Rohfy, Vecserin, Geletics, Berstyanóczi, décsei Roh, Bakács, Auch és a monoszlói Csupor családok voltak. Ezt követően Kutenya Monoszló többi részéhez hasonlóan a Széchenyi és Erdődy család birtoka lett, akiknek az itteni kastélya ma a Moslavina múzeumnak ad otthont. A horvát történelemben is jelentős szerepet játszó monoszlói Csupor család címerét vette át a város mai címereként: kék pajzsban, sarkával lefelé álló (lebegő) arany keretű, fehérrel kockázott, vörös négyzeten álló fekete szárnyú és farkú madár (szarka). 1550 körül a település török uralom alá került és török náhije székhelye lett. A lakosság nagyrészt elmenekült és csak 1699, a karlócai béke után népesült be újra.
A település 1773-ban az első katonai felmérés térképén „Dorf Kuttinia” néven szerepel. 1745-ben Pozsega vármegye egyik járási székhelye lett, majd 1886-ban Belovár-Kőrös vármegyéhez csatolták. A 18. század közepén említik első tanítóját, 1789-ben pedig felépítették első iskoláját. A 19. század elején rövid ideig francia uralom alá került, majd ismét a Habsburg Birodalom része lett. Az Erdődyek közbenjárására IV. Ferdinándtól 1837. március 3-án vásártartási jogot kapott, melynek az okiratát ma is őrzi a város. Ekkor a településen már orvosi rendelője és gyógyszertára is volt. 1850-ben megkezdte működését a postahivatal. 1857-ben a monoszlói bor megjelent a bécsi nemzetközi kiállításon. 1886-ban tűzvész pusztított a központban és mivel a házak nagy része fából épült nagy károk keletkeztek. Ekkor pusztult el többek között a Xavéri Szent Ferenc kápolna is, melynek helyére Gustav Baron kőkeresztet emeltetett. 1895-ben bevezették a telefont. Fejlődésén nagyot lendített a vasútvonal megépítése, melyet 1897-ben adtak át a forgalomnak. 1901-ben Hodolač ügyvéd költségén az akkori parkot a város főterévé építették át, mely ma is város dísze. 
A településnek 1857-ben 1312, 1910-ben 3000 lakosa volt. Belovár-Kőrös vármegye Krizsi, majd járási székhelyként Kutenyai járásához tartozott. 1918-ban az új szerb-horvát-szlovén állam, majd később Jugoszlávia része lett. A II. világháború idején a Független Horvát Állam része volt. A háború után a béke időszaka köszöntött a településre, enyhült a szegénység és sok ember talált munkát a közeli városokban. 1991. június 25-én a független Horvátország része lett. A településnek 2011-ben 13.735 lakosa volt.

## Népesség
| Lakosság változása | Lakosság változása | Lakosság változása | Lakosság változása | Lakosság változása | Lakosság változása | Lakosság változása | Lakosság változása | Lakosság változása | Lakosság változása | Lakosság változása | Lakosság változása | Lakosság változása | Lakosság változása | Lakosság változása | Lakosság változása |
| ------------------ | ------------------ | ------------------ | ------------------ | ------------------ | ------------------ | ------------------ | ------------------ | ------------------ | ------------------ | ------------------ | ------------------ | ------------------ | ------------------ | ------------------ | ------------------ |
| 1857               | 1869               | 1880               | 1890               | 1900               | 1910               | 1921               | 1931               | 1948               | 1953               | 1961               | 1971               | 1981               | 1991               | 2001               | 2011               |
| 1.312              | 1.393              | 1.558              | 1.644              | 2.074              | 3.000              | 3.069              | 3.540              | 4.631              | 5.222              | 7.103              | 10.997             | 13.209             | 14.992             | 14.814             | 13.735             |

## Nevezetességei
- A Havas Boldogasszony tiszteletére szentelt római katolikus plébániatemplomát[5] 1729 és 1767 között monyorókeréki és monoszlói gróf Erdődy Károly és felesége gróf Koháry Mária Polixena építtette a város kiemelkedő pontján, a középkori gótikus templom helyén. Az ország egyik legszebb barokk épülete. Egyhajós, négyszögletes alaprajzú épület félköríves záródású szentéllyel. Harangtornya a nyugati homlokzat felett magasodik. A templomot cinterem övezi, belsejét pedig gazdagon díszítik stukkók, szobrok és festmények. Különösen értékes Ivan Görner által 1779-ben festett freskója.

- A város közepén, a Tomislav király téren álló Moslavina múzeumot[6] 1960-ban alapították a monoszlói tájegység regionális múzeumaként. Az épület egykor az Erdődy család nyári kastélya volt, melyet a 18. században építettek barokk stílusban és a 19. század végén északi és déli szárnnyal bővítettek historikus stílusban. Mai H alakú alaprajza 1895-re alakult ki. Számos összegyűjtött tárgyat őriz Monoszló távolabbi és közelebbi múltjából. Régészeti és etnográfiai gyűjteménye mellett jelentős történeti archívummal rendelkezik. 1971-ben nyílt meg képtára, melynek festményeiből és szobrászati alkotásaiból kiállítást rendeztek.

- A járási hivatal késő barokk épülete a 18. század végén épült. A négyszög alaprajzú épületben ma tanintézet működik.[7]

- A várostól nyugatra található Kutinska lipa régészeti lelőhelyen, mely a mai Kutinska lipa utca mindkét oldalára kiterjed a 19. század végén geofizikai méréseket végeztek. Ennek során római épületmaradványok, téglák, cserepek, padlóburkolat részei és mozaikok kerültek elő. A maradványokat a szakemberek egy út menti római villagazdasággal, vagy kisebb római településsel azonosították.

- A város déli határában a Kutinica-patak bal oldalán találhatók Plovdin várának maradványai. A vár maga egy kisebb magaslaton állt, melyet védőfallal erősített sánc övezett. a vár területén a cseréptöredékek mellett őrlőkövet és egy kora középkori szekercét is találtak. Az 1963-ban kezdődött szakszerű feltárások során a vár mellett egy középkori település maradványai is előkerültek, melyeket egy híd kötött össze. A vár a 16. században már biztosan állt, ezért feltételezik, hogy a török elleni monoszlói védelmi rendszer része volt.[8]

- Védett műemlék a Crkvina utcai hagyományos házsor, melynek épületei a 19. század végén és a 20. század elején épültek.[9]

## Gazdaság
A város legjelentősebb vállalatai:
- Petrokemija d.d. ásványanyag gyár
- SELK d.d. elektronikus alkatrészgyár
- Messer Tehnoplin Croatia

Mellettük még számos közepes és kisvállalat működik, melyek nagyban hozzájárulnak a megye gazdasági teljesítményéhez. 

## Kultúra
- A kutenyai nyilvános tanintézmény (POU Kutina) tevékenysége az oktatáson és a kultúrán át a művelődés minden területére kiterjed. Kulturális eseményeket, színházi előadásokat, koncerteket, filmszemléket és mozielőadásokat, idegen nyelvű oktatást szervez. A tanintézményben mintegy húszféle szakmában zajlik az oktatás, így többek között ápolókat, dadákat, könyvelőket, szakácsokat, hegesztőket, szobalányokat képeznek. Az idegen nyelvű oktatás angol, német, olasz, francia és orosz nyelven folyik. Az intézmény 1962 óta teljesen önálló, csak az utóbbi három évben 126-an látogatták a különböző programjait és 138-an nyelvi oktatásait.
- A Moslavina múzeum a monoszlói térség történetét, kultúráját, hagyományait, népviseletét mutatja be.
- A KUD Moslavina Kutina kulturális és művészeti egyesület a helyi kulturális és művészeit élet szervezője, dalainak, táncainak, népszokásainak, népviseletének ápolója és bemutatója.
- Krečimir városi fúvószenekar és mazsorett csoport
- Matica Hrvatska helyi szervezete
- Ifjúsági kulturális központ és ifjúsági klub
- Városi könyvtár és olvasóterem

## Oktatás
A város igazgatási területén öt elemi iskola és két középiskola működik:
- OŠ Stjepan Kefelja alapiskola
- OŠ Mate Lovraka alapiskola
- OŠ Vladimira Vidrića alapiskola
- OŠ Zvonimir Frank alapiskola
- OŠ Banova Jaruga alapiskola
- Kutina szakképző iskola
- Tina Ujević középiskola

## Sport

### Labdarúgás
- NK Moslavina Kutina – a harmadosztályú nemzeti bajnokságban szerepel
- NK Matija Gubec Kutina – a megyei harmadosztályban, a moslavinai ligában
- NK Metalac Međurić – megyei másodosztály
- NK Vatrogasac Husain – megyei másodosztály
- NK Lokomotiva Kutina – megyei első osztály
- ŠNK Dinamo Jamarice – megyei harmadosztály – moslavinai liga
- NK Dinamo Kutina – megyei harmadosztály – moslavinai liga
- NK Strijelac Banova Jaruga – megyei másodosztály
- NK Garić Ilova – megyei harmadosztály – moslavinai liga
- NK Šartovac Šartovac – megyei másodosztály
- MNK Kutina – másodosztályú kispályás bajnokság – északi csoport
- ŠNK Mladost Repušnica – megyei első osztályú bajnokság

### Kézilabda
- RK Moslavina Kutina - első osztályú nemzeti bajnokság
- ŽRK Lonia Kutina

### Egyéb sportok
- KK Moslavina Kutina kosárlabdaklub
- ŠRK Amur-Petrokemija Kutina sporthorgászklub
- Kutina kickboxklub
- Kutina tekeklub
- Moslavina Kutina atlétikai klub
- Moslavina Kutina karateklub
- Odisej Kutina atlétikai klub
- "KOROS" Kutina lövészklub

## Híres emberek
- Drago Krča – színművész
- Dubravka Ugrešić – író, esszéista, műfordító
- Ivan Milat - festőművész
- Igor Tomašić - labdarúgó
- Gustav Baron – teológus, egyetemi tanár, a zágrábi egyetem rektora
- Marijana Petir – politikus, európai parlamenti képviselő
- Vladimir Stanković – katolikus pap, kanonok, érseki helynök
- Simo Mraović - író
- Tihomir Novak – válogatott kispályás labdarúgó